# STEP BY STEP (ZIGGY单曲)
《STEP BY STEP》为ZIGGY的第十一张单曲。

## 概要
和CD版相比，在《名侦探柯南》中使用的版本有稍稍的差异。附属曲未收录在Original 专辑中，但是作为《名侦探柯南》的插曲播放。

## 收录歌曲
1. STEP BY STEP
作詞、作曲：森重樹一　編曲：ZIGGY
读卖电视台・日本电视台动画《名侦探柯南》第一期片尾曲
2. HAPPY END
作詞、作曲：森重樹一　編曲：ZIGGY
3. STEP BY STEP

| 动画《名侦探柯南》片尾曲 1996年1月8日 - 1996年7月29日 |                        |                           |
| 前作:                                                 | ZIGGY 《STEP BY STEP》 | 次作: heath 《 迷宫情人》 |